# Richard Stoltzman
Richard Stoltzman er en amerikansk klarinettist født i 1942. 